# Cosuenda
Cosuenda és un municipi d'Aragó situat a la província de Saragossa i enquadrat a la comarca del Camp de Carinyena. Té una superfície de 31,50 km² i una població de 390 habitants (INE 2013), amb una densitat de 12,38 hab/km².

## Història
El 1248, per privilegi del rei Jaume el Conqueridor, aquest indret es deslliga de la dependència de Daroca, passant a formar part de Sesma de Langa, fins a la Comunitat d'Aldees de Daroca, que depenien directament del rei, perdurant aquest règim administratiu fins a la mort de Ferran VII, el 1833, sent dissolta el 1838.
Les festes de Cosuenda se celebren en honor de Sant Bernabe entre el 16 i el 21 d'agost.

## Política local
| Període   | Alcalde                 | Partit |  |
| --------- | ----------------------- | ------ |  |
| 1979-1983 | Antonio Floriá García   | UCD    |  |
| 1983-1987 |                         |        |  |
| 1987-1991 |                         |        |  |
| 1991-1995 |                         |        |  |
| 1995-1999 |                         |        |  |
| 1999-2003 |                         |        |  |
| 2003-2007 |                         |        |  |
| 2007-2011 |                         |        |  |
| 2011-2015 | Óscar Lorente Sebastián | PSOE   |  |